# Knutstorp, Flisby

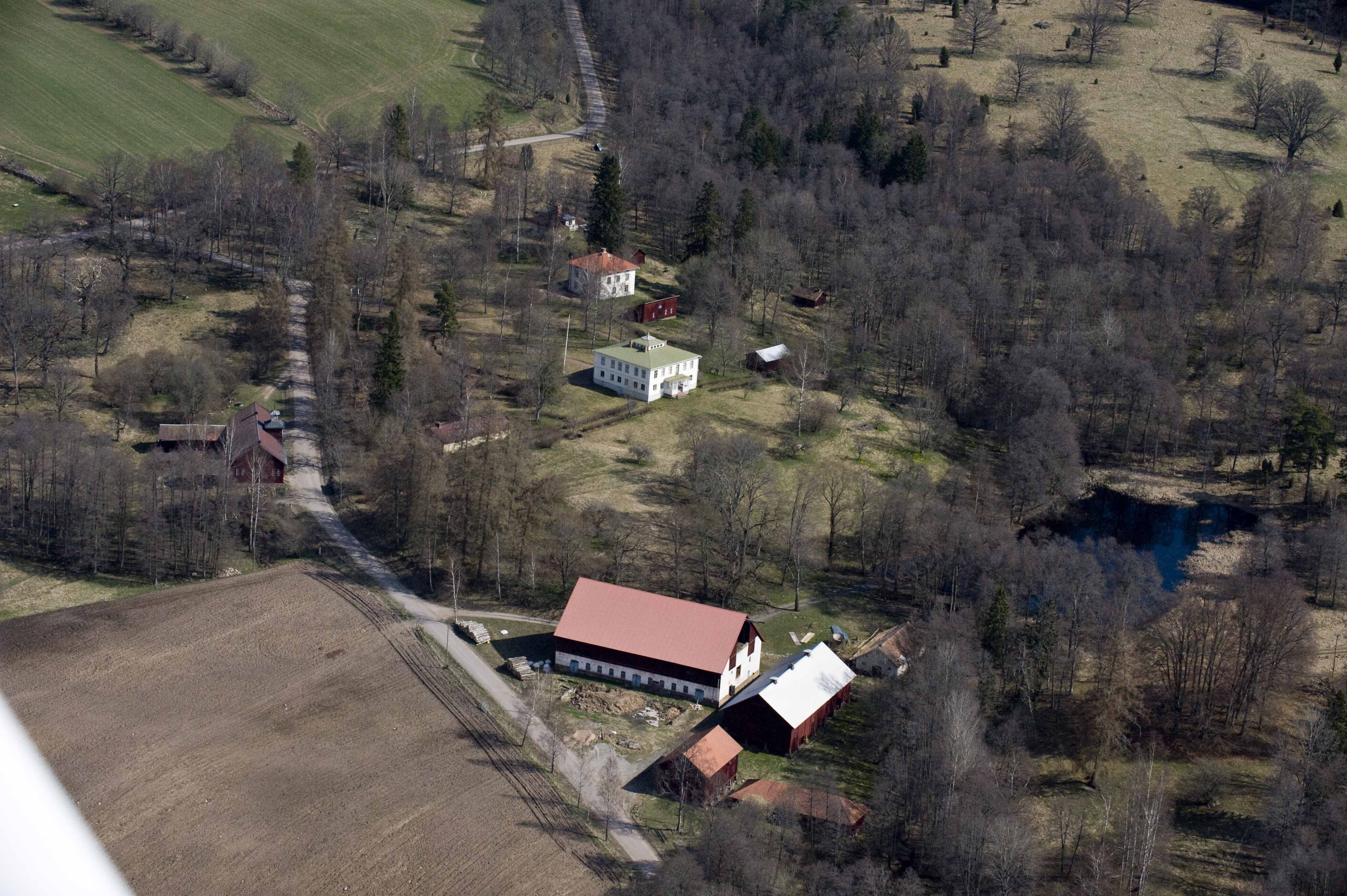
Knutstorp från luften

Knutstorps säteri är en herrgård i Flisby socken, Nässjö kommun.
Knutstorp tillhörde på 1600-talet kronan men kom sedan att ofta byta ägare, innan det 1887 inköptes av godsägaren G. Groms. Redan samma år började han producera mousserande vin, "Knutstorp sparkling", vid godset. Knutstorps huvudbyggnad härrör från 1830-talet och omgivningarna utgörs numera av Knutstorps naturreservat.